# Smeura
Smeura – wieś w Rumunii, w okręgu Ardżesz, w gminie Moșoaia. W 2011 roku liczyła 2237 mieszkańców.